# マイク・エリゾンド
マイク・エリゾンド（Michael "Mike" Elizondo、本名：マイケル・A・エリゾンド・ジュニア, 1972年10月22日 - ）はアメリカ合衆国のソングライター・ベース奏者・キーボード奏者・プロデューサー。深く豊かなベースライン作り、ドクター・ドレーとの共同作業で知られる。妻のトリスタ・エリゾンドと3人娘・長男とカリフォルニア州Westlake Villageに住んでいる。

## 音楽経歴
ドクター・ドレー、エミネムとの仕事が最も有名である。エミネムの「The Real Slim Shady」で曲作りを手伝い、『アンコール』の数曲をドレーと 共同プロデュースした。50セントのヒット「In Da Club」をドレーと共作。ジェイ・Z、バスタ・ライムス、スヌープ・ドッグ、D12、イグジビット、ネイト・ドッグ、オービー・トライスの曲でも共同プロデュースした。
ヒップホップ以外でもフィオナ・アップルの2005年のアルバム『エクストラオーディナリー・マシーン』をプロデュースした。
ネリー・ファータド、リサ・マリー・プレスリー,  P!NKなどにも関わっている。
曲を書き、ベース・ギター・キーボードを演奏する。
実験的ロックバンドShogun Warriorのメンバーでもある。
カリフォルニア州ハリウッドのBaked Potato bar & clubでよく演奏している。
「Wunderkind」をアラニス・モリセットと共作し、映画『ナルニア国物語/第1章: ライオンと魔女』に使われた。
2007年、Doyle Bramhall II(Gt)と共に、「Eric Claptons - Crossroads Guitar Festival 2007」にベーシストとして出演。
マルーン5『イット・ウォント・ビー・スーン・ビフォー・ロング』で数曲をプロデュース。
ナターシャ・ベディングフィールドのアルバム『N.B.』（2007年5月）、Rilo Kiley『Under the Blacklight』（2007年8月）、Blake Lewisのデビューアルバム『A.D.D. (Audio Day Dream)』（2007年12月）をプロデュース。Kate Voegeleのセカンド『A Fine Mess』（2009年5月）もプロデュース。
2008年にDanger Radioのデビューアルバム（2008年7月）をプロデュース。
2008年にマーク・ロンソン、ティンバランド、ジョー・チッカレリと並んでグラミー賞のプロデューサー・オブ・ザ・イヤーにノミネートされた。
スウィッチフットのグラミー賞を獲得した7枚目のアルバム『Hello Hurricane』（2009年11月）を手伝い、彼らの8枚目『Vice Verses』（2011年9月）でもプロデューサーの一人だった。
キャリー・アンダーウッドの「Cowboy Casanova」（2009年9月）、クリス・アレン「Can't Stay Away」（2009年11月）「Is It Over」（2009年11月）「Send Me All Your Angels」を共作。
ゲーム「Higher」（2005年3月）、エミネム「Just Lose It」（2004年9月）も共作。
2010年のアヴェンジド・セヴンフォールド『ナイトメア』、2013年の『ヘイル・トゥ・ザ・キング』をプロデュース。
近年はマストドンのアルバム『ザ・ハンター』（2011年9月）をプロデュースした。
2011年にジン・ウィグモア『Holy Smoke』（2010年3月）からの曲がCMに使われた。
2011年、レジーナ・スペクターとアルバム"What We Saw from the Cheap Seats"（2012年6月）制作。
ティーガン&サラの2013年の8枚目のアルバム『Heartthrob』に参加。
その他キース・アーバン、 Casey Abrams、Haley Reinhart、Marissa Jackと仕事。Gary Clark Jr.と録音している。
レジーナ・スペクターの新作を完成した。
ニュージーランドのキンブラともアルバム『Vows』（2012年6月）で共演した。